# Richard Guérineau
Richard Guérineau (La Roche-sur-Yon, 18 november 1969) is een Franse stripauteur. Hij is vooral bekend als tekenaar van de fantasystrip De zang van de vampiers.

## Carrière
Guérineau haalde een baccalauréat in wetenschappen maar volgde daarna een kunstopleiding. Door ontmoetingen met stripauteurs Crisse en Eric Corbeyran kwam hij in de stripwereld terecht. Corbeyran werd zijn scenarist, eerst voor L'as de pique, vervolgens voor De zang van de vampiers. Die laatste reeks, een paranoïde, fantasythriller met invloeden van Lovecraft, blockbusters en televisiereeksen, kent een groot succes in Frankrijk. Daarnaast tekende Guérineau de realistische western Na de nacht, een aflevering van XIII Mystery en de covers van de stripreeks Uchronie(s).
Daarna legde Guérineau zich met succes toe op een ander genre, de historische strip. Hij tekende Henriquet (over Hendrik III), Charly 9 (over Karel IX) en Entrez dans la danse. Deze laatste twee albums zijn gebaseerd op werken van Jean Teulé.